# Generální sekretář stálého výboru Všečínského shromáždění lidových zástupců
Generální sekretář státní rady (čínsky v českém přepisu Kuan-kuo žen-min-taj-piao ta-chuej čchang-wu wej-jüan-chuej mi-šu-čang, pchin-jinem quánguó rénmíndàibiǎo dàhuì chángwù wěiyuánhuì mìshūzhǎng, znaky zjednodušené 国务院秘书长) je poslanec Všečínského shromáždění lidových zástupců (VSLZ) stojící v čele Hlavní kanceláře shromáždění. 
Generální sekretář je volen poslanci Všečínského shromáždění lidových zástupců, společně s předsedou a místopředsedy VSLZ tvoří užší vedení stálého výboru VSLZ. Generální sekretář je nezřídka i místopředsedou VSLZ. 
Generální sekretář má několik zástupců, kteří mu pomáhají ve vedení Hlavní kanceláře shromáždění.

## Seznam generálních sekretářů stálého výboru Všečínského shromáždění lidových zástupců
| #   | Jméno                  | Narození a úmrtí | Funkční období  | Funkční období  | Další funkce v době výkonu úřadu |
| #   | Jméno                  | Narození a úmrtí | Nástup do úřadu | Opuštění úřadu  | Další funkce v době výkonu úřadu |
| --- | ---------------------- | ---------------- | --------------- | --------------- | --- |
| 1.  | Pcheng Čen 彭真        | 1902–1997        | 27. září 1954   | 2. ledna 1965   | místopředseda VSLZ člen politbyra a tajemník sekretariátu, tajemník pekingského výboru KS Číny a starosta Pekingu, místopředseda ČLPPS                               |
| 2.  | Liou Ning-i 刘宁一     | 1907–1994        | 3. ledna 1965   | 13. ledna 1975  | místopředseda VSLZ, do 1966 předseda Všečínské federace odborů, člen ÚV, 1966–1967 tajemník sekretariátu, 1966–1968 vedoucí oddělení mezinárodních vztahů ÚV KS Číny |
| 3.  | Ťi Pcheng-fej 姬鹏飞   | 1910–2000        | 13. ledna 1975  | září 1979       | od března 1978 místopředseda VSLZ, člen ÚV KS Číny |
| 1.  | Pcheng Čen 彭真        | 1902–1997        | září 1979       | září 1980       | místopředseda VSLZ, člen politbyra |
| 4.  | Jang Šang-kchun 杨尚昆 | 1907–1998        | září 1980       | 6. června 1983  | místopředseda VSLZ, od 1981 generální sekretář ústřední vojenské komise, člen ÚV, od 1982 člen politbyra                                                             |
| 5.  | Wang Chan-pin 王汉斌   | * 1910           | 6. června 1983  | 25. dubna 1988  | člen ÚV KS Číny |
| 6.  | Pcheng Čchung 彭冲     | 1915–2010        | 25. dubna 1988  | 15. března 1993 | místopředseda VSLZ, bývalý člen politbyra (1977–1982) |
| 7.  | Cchao Č’ 曹志          | * 1928           | 15. března 1993 | 5. března 1998  | |
| 8.  | Che Čchun-lin 何椿霖   | * 1933           | 5. března 1998  | 5. března 2003  | člen ÚV KS Číny |
| 9.  | Šeng Chua-žen 盛华仁   | * 1935           | 5. března 2003  | 5. března 2008  | místopředseda VSLZ |
| 10. | Li Ťien-kuo 李建国     | * 1946           | 5. března 2008  | 5. března 2013  | místopředseda VSLZ, člen ÚV KS Číny |
| 11. | Wang Čchen 王晨        | * 1950           | 5. března 2013  | 17. března 2018 | místopředseda VSLZ, člen ÚV KS Číny |
| 12. | Jang Čen-wu 杨振武     | * 1955           | 17. března 2018 | 10. března 2023 | člen ÚV KS Číny |
| 13. | Liou Čchi 刘奇         | * 1957           | 10. března 2023 | úřadující       | |